# Macabre (filme)
Macabre é um filme de terror produzido na Indonésia, dirigido pelos Irmãos Mo e lançado em 2009. Foi protagonizado por Shareefa Daanish e Imelda Therinne.